# Lac de Pontecosi
Le lac de Pontecosi – en italien lago di Pontecosi – est un lac de barrage italien sur le cours du Serchio à Castelnuovo di Garfagnana et Pieve Fosciana, dans la province de Lucques, en Toscane.